# 信長の野望・創造
『信長の野望・創造』（のぶながのやぼう・そうぞう）は、コーエーテクモゲームスより2013年12月12日に発売された歴史シミュレーションゲーム。「信長の野望シリーズ」の第14作で、同作品の30周年記念作品。シリーズで初めて、PC版と家庭用ゲーム機版（PlayStation 3版）が同時発売された。
2014年にはPlayStation 4版・PlayStation Vita版・G-cluster版が発売された。2017年3月3日にNintendo Switch版が、Switchのローンチタイトルとして発売された。
本項では、本作をベースにしている『信長の野望・創造 戦国立志伝』についても併せて記述する。

## 概要
過去のシリーズ作品と同様に戦国大名もしくは家臣の中から一人を選び、全国統一を果たす事が最終目標となる。本作では「新時代の創造」をテーマとし、武将個人よりも勢力をクローズアップしているが、織田信長については新時代の創造を目指した人物として大きく取り上げられている。勢力を特徴付ける「創造性」や「主義」などの概念が導入され、自分なりの勢力、さらに言えば自分なりの新時代の創造を目指していく。
本作では、すべての城を支配下に置く武力統一の他に「惣無事令」を発した場合もエンディングを迎える事が可能であり、前者は他のすべての勢力を従属させても達成扱いとなり、後者は勢力の主義によってエンディング内容が分岐する。また、織田家を担当大名に選び、なおかつ、織田信長が当主の状態でクリアした場合のみ見られる特殊エンディングが存在する。
本作のマップは前作『天道』や前々作『革新』と同じく3Dの1枚マップだが、特徴的なのは1年を12ヶ月に分け、一月を1ターンとして進行するターン制と時間の進行の概念が存在するリアルタイム制を折衷した半リアルタイム制とでもいうべき独特なシステムを採用している点にある。毎月行われる「評定」で内政や外交などを行い、評定を終了するとリアルタイムへと移行し、持ち時間を使い切ると次の月へと切り替わる、というのが大まかな流れとなる。合戦はリアルタイムで行われ、「軍議」を開いている間は時間の進行が停止する。
独自の要素を取り入れる一方で原点回帰の側面もあり、コマンドの種類の削減やシステムの簡略化など、近年のシリーズ作品としては異例ともいえるほどシンプルなゲーム性にまとめられている。
通常版においては週1回のシリアルコード入力によるオンライン認証、パワーアップキット版においてはSteamによる認証を行っており、起動ごとにSteamからのログインが必要になる。そのため、スタンドアローン環境で遊ぶことはできない。また、転売も事実上不可能になっている。
パッケージイラストは内田パブロ、音楽は大塚正子がそれぞれ担当している。

## 内容

### パラメータ
本作の武将のパラメータは「統率」「武勇」「知略」「政治」「主義」「士道」「必要忠誠」となっている。
統率、武勇、知略、政治には成長要素が存在し、合戦で活躍したり、該当するコマンドを実行し経験値を溜める事で能力が上がっていき、最大で元の能力に20をプラスした数値まで成長させる事ができる。また、能力の成長は後述する特性の習得にも影響する。
主義はその武将が掲げる勢力の運営方針を表し「創造」「中道」「保守」の3種類が存在する。勢力の主義に影響するほか、大名と主義が同じ家臣は忠誠度が上がる。また、各主義ごとにエンディングが分かれる。
士道はその武将の行動指針を表し「家」「才」「名」「利」「義」「創造」の6種類が存在する。原則として士道が同じ武将同士は相性が良く、大名の士道は家臣の忠誠度に影響し、家臣との相性が良ければ、忠誠度にプラス補正がかかり、逆に悪ければマイナス補正がかかる事になる。例外的に大名の士道が義の場合のみ、すべての士道に対して忠誠度のプラス補正がある。また、家臣の士道は家宝の好みにも影響し、好みに合った家宝を与えれば忠誠度を大きく上げる事ができる。ただし、士道が義の家臣は家宝を受け取らず、士道によっては等級にかかわらず与えられない家宝も存在する。なお、創造は史実武将の中では織田信長のみが持つ士道となっている。
必要忠誠はその武将を家臣とする上で最低限必要な忠誠度を表し、忠誠度が必要値を下回っていると敵に引き抜かれやすくなったり、出奔しやすくなる。また、敵家臣を調略すると、叛心に応じて味方につける事ができる。忠誠が赤色ならば、叛心が100で謀叛(城主のみ)・引き抜き、80で寝返り、忠誠が赤色か黄色ならば叛心が40で不戦を願い出る事が可能だ。「謀叛」は、城主が持っている全ての城ごと自分の支配下に置くことができる。また、対象武将が城主でない場合は、「引き抜き」を選ぶことでその武将1人を配下に置ける。「寝返り」は、戦闘状態になった時に味方に付かせることができ、「不戦」では、仮に出陣中に対象武将と遭遇しても、素通りする(戦闘状態とならない)ことが可能だ。
他にも特殊能力として、会戦の際に実行する事で効果を発揮する「戦法」や内政、外交、合戦など様々な局面で自動的に効果を発揮する多種多様な「特性」が存在する。戦法は武将一人につき一つが設定されているが、特性は武将が成長する事で新たに習得していく。特性の効果は必ずしもプラスになるものとは限らず、中にはマイナス効果をもたらすものも存在する。習得できる特性は武将ごとに設定されている「成長タイプ」（マスクデータ）によって異なり、最大20個（大名の場合は最大22個）まで習得できる。また、戦国伝をクリアしたり、捕虜を処断するなどして勢力の所有となった特性は大名専用のものを除き、「家臣」コマンドの「伝授」で家臣に覚えさせる事もできる。なお「征夷大将軍」や「関白」などの役職や官位も本作では特性扱いとなっている。

### 創造性
「創造性」は勢力に対して設定されている本作における特徴的なパラメータである。大名の主義が最も大きく影響し、そこに家臣の主義や家宝、施設等の影響を加えた合計値によって勢力の主義が創造性の高い順に創造、中道、保守のいずれかとなり、実施可能な政策などに影響する。当然、創造性が上下すれば勢力の主義が変化する場合もある。

### 労力
「労力」は領民の労働力を表し、似たような概念に過去作における「行動力」があるが、労力が必要となるのは「内政」コマンドの「開発」と「普請」コマンドのみとなっている。直轄範囲内の人口が5000人増加するごとに労力の最大値も1ずつ増加し、一月ごとにその時点での最大値（最低でも2）まで補充される。なお、余った労力は次の月には持ち越せず、一月に人口以上の労力を行使する事はできない。

### 本城・支城
本作ではシリーズ最多となる300以上の城が登場し、「本城」と「支城」に分類される。本城は一つの国に一箇所のみ存在し、区画ごとに施設を建設したり、人口の増加に伴って新たに区画を拡張し、より高度に発展させる事が可能。支城は一つの国に複数存在するが、施設の建設や区画の拡張などはできず、本城ほどの将来性はない。また、支城は普請コマンドの「築城」によって新たに築く事も可能である。城には篭城時の守りに影響する「耐久」のパラメータが存在し、低下した場合は普請コマンドの「修復」によって回復する事ができる。本城は総じて耐久が高く、小田原城のように史実において堅城とされている城は耐久が非常に高いが、支城の中にも並の本城以上の耐久を持つ城が存在する。
ごく一部ではあるが、歴史イベントにより、支城から本城へ変更される城も存在し、この場合、それまで本城であった城は支城となる。また、シナリオによっても本城が異なる場合がある。

### 軍団・本拠
本作では大名の指示が及ぶ直轄範囲に制限があり、指示が及ばない、いわば圏外の城は自動的に配下軍団の所属となり、委任される（圏外の城に家臣がいない場合は例外）。過去作にも軍団制はあったが、本作では圏外すべてが同一軍団として扱われ、任意で軍団の新設はできず、システム的には過去作よりも簡略化されている。
指示が及ぶのは「軍団」コマンドの「本拠」で居城に指定された城から一定範囲内であり、本城、支城を問わず居城に指定できる。また、配下軍団に対しては「攻略」で攻めと守りのどちらの方針で動くか指示を与える事ができる。

### 内政
本作の内政は過去作にあった「箱庭内政」や「町並内政」を簡略化したようなシステムを採用している。
投資によって開発可能な内政パラメータは城ごとに、米の収穫量に影響する「石高」、税収に影響する「商業」、登用できる常備兵の最大兵数に影響する「兵舎」の3つが存在し、毎月の評定において内政コマンドの開発でどれか一つに投資する事で発展していく。なお、基本的に石高が高い城ほど多くの常備兵を雇う事が可能であるが、兵舎の上限値が石高の上限値を下回る城も存在する。
武将の一人を内政を専門に行う「奉行」に任命していると政治の高さに応じて開発の効率が上がるが、奉行を務める武将は他のコマンドの実行ができないという制約が課され、実行させたい場合は奉行を解任しなければならない。3つすべての内政パラメータが上限値に達すると武将は自ら奉行を辞任し、コマンドの制約もなくなる。
城の周辺は石高、商業、兵舎の用途ごとに区画分けがされており、本城の場合は一定の度合まで発展した区画は普請コマンドの「建設」によって一区画につき一つだけ施設の建設および建替が可能となり、施設の種類によって様々な恩恵を得る事ができるほか、人口が一定数に達するごとに最大10区画まで新たに区画を拡張する事もできる。既存の区画の用途を変更する事も可能だが、3種類の用途はそれぞれ最低でも1区画は必要であるため、すべての区画を同じ用途にする事はできない。

### 政策
「政策」は勢力全体に影響する指針であり、「目安箱」「楽市楽座」「兵農分離」など、多種多様な政策が存在し、本城を2つ以上支配している事が実施の条件となる。実施可能な政策は勢力の主義や創造性の高さによって異なり、中には事前に特定の政策を実施する事で実施が可能になるものや特定の勢力のみ実施可能な特殊な政策（甲斐武田家の「甲州法度次第」、今川家の「今川仮名目録」など）も存在する。いずれの政策もメリットだけでなく、デメリットも含むほか、一月あたりの費用も異なるため、それらを考慮して決定する必要がある。
クリア条件の一つである「惣無事令」も政策扱いであり、山城国の本城を含む30以上の本城を支配し、さらに他のどの勢力よりも本城の支配数が上回っている事が実施の条件となる。

### 外交
本作の外交において他勢力には「信用」と「外交姿勢」のパラメータが存在する。
信用は自勢力に対する支持の度合を表し、「外交」コマンドの「工作」によって最大100まで上昇する。過去作の「友好度」に当たる概念だが、消費制という大きな違いがあり、信用の高さに応じて援軍の要請や同盟の締結などが可能となり「交渉」や軍議コマンドで何らかの交渉を行うと消費される（一部の交渉は信用が0でも実行可能）。
外交姿勢は自勢力に対する態度を表し、良い順に「信頼」「畏怖」「関心」「普通」「軽侮」「困惑」「敵視」「断絶」となる。自勢力の規模や他勢力との関係性などによって変化し、外交姿勢が悪い勢力には工作を行っても信用が上昇しにくいが「贈物」で家宝を贈る事で一時的に外交姿勢を好転させる事ができ、家宝の等級の高さや相手大名の家宝の好みが好転する期間の長さに影響する。戦争状態に陥ると断絶となり、一定期間、一切の外交コマンドを受け付けなくなる（第三勢力による停戦の仲介は可）。

「信頼」＝同盟・婚姻関係、元同盟関係…

「畏怖」＝従属関係・従属を望んでいる…

「関心」＝共通の敵を持つ…

「普通」＝特に敵意や関心を持たない…

「軽侮」＝自勢力が小さく、軽視している。…

「困惑」＝同盟・婚姻勢力と戦闘中である。…

「敵視」＝影響力が大きいと思い、危険視している。…

「断絶」＝戦闘中もしくは、その勢力の家臣を調略し、謀叛を起こさせた。…

外交が可能なのは比較的、近隣の勢力に限定され、遠方の勢力と外交するには「遠交近攻策」の政策を実施する必要がある。従属させると、対象大名の娘が従属の証として姫に加わることもある。

### 奏請
朝廷を調略し、信頼度が100に到達すると官位を「奏請」することができる。奏請する際にある一定の金銭を支払う必要がある。その金額は位の高さに応じて上昇する。最高位は正二位の内大臣である。また、他の大名を推薦することもでき、その場合も金銭を支払う必要がある。推薦された武将は、外交態度が「信頼」になる。ゲームに登場する最高官職は征夷大将軍で、二条御所を支配下に置いいて、かつ、30以上の国を支配下に置いている場合に就任できる。征夷大将軍になった後に、政策「惣部事令」を施行すると、すべての城を陥落させていなくても、勝利宣言ができる。

### 街道
過去作にあった「街道」の概念は本作でも健在であるが『天道』のように自分で街道を敷設するのではなく、あらかじめ敷設されている街道に手を加える方式となっている。また『天道』では可能であった街道を外れての移動はできない（海路の場合も同様）。平地に位置する街道は最大5段階、山地に位置する街道は最大3段階まで普請コマンドの「整備」によって整備する事が可能であり、整備の段階が高いほど進軍速度が上がるが、この効果は敵軍に対しても作用するというリスクも孕む。城に直結している街道は城の人口増加率にも影響し、整備の段階が3段階まで人口増加率にプラス補正があり、居城の場合は整備の段階によって直轄範囲が拡大する。

### 合戦・会戦
本作の合戦は1枚マップ上で行われる通常のものと直接、部隊を指揮する「会戦」が存在する。
通常の合戦は自軍の城から部隊を出陣させ、目標を指定すれば自動的に進行する。同時に複数の城を攻略する多面作戦やおとりの部隊で敵部隊を引き付け、別働隊で城攻めを行う陽動作戦なども可能。また、野戦では敵部隊を挟み撃ちにすれば有利に戦いを進められるため、敵部隊を挟み込み、味方部隊を挟まれないように位置取りにも注意を払う必要がある。
城は篭城側の「士気」か兵力を0にすれば、陥落させる事ができる。士気は城を包囲する事で徐々に低下させられるが、城の耐久以上の兵力で包囲しなければ包囲不完全となり、効果はない。また、包囲に参加できるのは最大3部隊（国人衆の部隊は別カウントであるため、実質、最大4部隊）までとなっている。部隊コマンドの「強攻」で城を攻撃し、耐久を下げる事も可能だが、この場合は篭城側からの反撃を受ける。耐久が0になると篭城側の兵力を減らす事ができるようになる。
他勢力に対しては軍議コマンドの「援軍」で援軍の要請、「停戦」で停戦の仲介を依頼する事もできる。停戦の仲介は信用が80以上ある相手勢力と同等以上の規模の第三勢力に依頼が可能で、停戦が成立すると相手勢力とは一定期間、同盟と同じ状態になる。
会戦は野戦において敵部隊と交戦中の味方部隊を選択することで実行が可能な局地戦を再現したシステムであり、戦況に応じた部隊の前進や後退、陣形の選択などの駆け引きが要求される。会戦では「采配ゲージ」というゲージが存在し、時間の経過と共にゲージが溜まり、これを消費する事で戦法の発動が可能となる。また「晴れ」「曇り」「雨」「雪」「霧」の5種類の天候の変化があり、天候によって異なる影響を及ぼす（曇りは影響無し）。なお、会戦中にも時間の進行は存在するが、通常よりも経過が緩やかとなる。

### 兵士・部隊
本作の兵士は「常備兵」と「領民兵」の2種類が存在する。
常備兵は内政パラメータの兵舎の高さによって最大兵数が決まり、人口や民忠に左右されないが、領民兵に比べて数が少ない。
領民兵は城の人口と民忠の高さによって最大兵数が決まり、城下の発展に伴って自然と増加していく。
本作では兵士の所属が城ごとに定められており、他の城からの移動による兵士の補充は不可能となっている。さらに任意で徴兵を行うコマンドも存在しないため、兵力の回復は時間の経過を待つしかなくなった。なお、兵士の補充速度は民忠が高いほど速くなる。
合戦の際は一部隊につき、最大三人（大将一人、副将二人）まで率いる武将を選ぶ事ができる。部隊の強さは主に大将に据えた武将の能力に左右され、副将は主に戦法や特性によって選ぶ事になる。また、軍馬や鉄砲を携行すれば、クリティカルが発生するようになり、会戦の際に軍馬は「突撃」、鉄砲は「斉射」のコマンドの効果をアップさせるが、携行にはそれぞれ部隊の兵数の2割の数量が必要となる。
兵糧は一部隊につき、最大120日分まで携行が可能であり、自勢力の城や同盟または従属勢力の城に立ち寄る事で補給できる（兵糧の備蓄がない場合は補給できない）。また、敵城包囲時に部隊コマンドの「焼討」で城下から略奪を行う事でも補給が可能だが、その城の内政パラメータや民忠が下がるため、無闇に焼討を行うのは敵城攻略後において不利に作用する。兵糧が尽きると兵士が脱走し始め、戦闘の継続は極めて困難となる。
部隊の表示は『覇王伝』以来となる凸型が採用され、高速で移動する際は三角型、城を包囲する際は亀甲括弧型、水上を移動する際は船型に表示が変化する。

### 調略・国人衆
過去作にあった武将の「引抜」や「暗殺」などは廃止され、「調略」コマンドは「国人衆」に対するもののみとなった。本作の国人衆は過去作の「諸勢力」に当たるが「忍者衆」や「水軍衆」などの区別はなく、後述する特能によって差別化されている。国人衆には大名家への「支持率」のパラメータがあり、「懐柔」によって上げる事ができるほか、大名家の勢力範囲によっても変動し、近接する大名家のうち、影響力の強い側を支持する傾向がある。支持率が高いと合戦の際に援軍を出してくれたり、支持率が100％になると「特能」という能力を発揮し、物資の提供など、特能の種類ごとに異なる恩恵が受けられる。また、支持率が100％でなおかつ、その国人衆が存在する国の本城を支配している場合のみ「取込」で国人衆を完全に支配下に置く事ができる。取り込まれた国人衆は本城の人口に加算され、名のある国人衆の頭領（風魔小太郎や黒川晴氏など）は家臣に加わるが、援軍や特能の効果が失われるデメリットもあるため、取込を行うかどうかは慎重に判断する必要がある。

### 姫
女の子が産まれ成人すると、姫もしくは武将にすることができる。また、その際に名前の変更(苗字は不可)ができる。姫にすると、婚姻同盟の際に活用でき、外交の重要な役目を担うことがある。また、忠誠心の低い家臣と縁組をし、一門衆にすることで、忠誠心を大幅に上昇させることも可能だ。

### 歴史イベント・戦国伝
史実や逸話を基にした「歴史イベント」は本作でも健在であり、条件が揃うと発生するものと「戦国伝」をクリアすると発生するものが存在する。
戦国伝はゲームを進めていくと発生することがあるクエスト形式のイベントであり、特定の城を支配下に置く、特定の大名と友好を深めるなどの条件を満たす事で歴史イベントが発生したり、大名や家臣、または勢力がなんらかの特性を習得する場合もある。戦国伝によっては失敗条件が設定されており、これを満たしてしまうと、失敗となる。歴史イベントで大名や家臣を死亡させたくない場合などは敢えて戦国伝を進めないという選択肢もある。

## シナリオ
本作のシナリオは過去作のパワーアップキットと同等以上の本数が存在するが、その多くは信長が存命中の時代設定であり、最も後の時代（1600年代）から始まる「群雄集結」「天下三十将」の2本は、どちらも様々な年代の武将が登場する仮想シナリオとなっている。事実上、信長の家督相続から本能寺の変の直後までの時期しか扱われず、登場武将も年代の遅い武将は比較的、少なめである。
家督相続
1551年4月
桶狭間の戦い
1560年4月
信長包囲網
1570年6月
夢幻の如く
1582年1月
清須会議
1582年7月
群雄集結
1615年7月
プレイ記録「夢幻の如く」達成後に出現。世代を越えた武将たちが集結した仮想シナリオ。
天下布武
1567年8月
PC版及びPS3版初回封入特典、または有料配信。
長篠の戦い
1575年2月
PC版初回封入特典、または有料配信。
天王山
1582年6月
PS3版初回封入特典、または有料配信。
天下三十将
1615年8月
無料配信。
厳島の戦い
1555年10月
PS4版発売記念として2014年3月31日まで期間限定無料配信。現在は有料。
手取川の戦い
1577年9月
PS4版発売記念として2014年3月31日まで期間限定無料配信。現在は有料。
信玄上洛
1572年12月
2014年6月30日まで期間限定無料配信。現在は有料。
独眼竜、起つ
1584年10月
2014年6月30日まで期間限定無料配信。現在は有料。
井伊に咲く花
1565年9月
Switch版限定。

## 出演声優
- 野田圭一
- 神奈延年 (織田信長)
- 真殿光昭
- 堀秀行 (武田信玄)
- 田中一成
- 徳山靖彦 (毛利元就)
- 福原耕平
- 平井啓二
- 馬場圭介 (福島正則、島津義弘他)
- 宮坂俊蔵
- 赤羽根健治
- 神島正和
- 荒井聡太
- 金本涼輔
- 新井良平 (井伊直政他)
- 井野優
- 大坪康亮
- 川上晃二
- 半田裕典
- 牛田裕子
- 前田綾香
- 塩山由佳
- 五味洸一

## 機能の追加

### アップデートによる追加要素
発売後のアップデートで新たに追加された要素も存在する。ここでは主だったものを記述する。
支城勢力でプレイが可能
本城を持たない支城勢力でプレイが可能になった。ただし、総じて初期の国力が低い上級者向けの仕様となっている。
他勢力への従属が可能
外交コマンドに「臣従」が追加され、他勢力に従属する事が可能になった。従属可能なのは自勢力よりも強大な勢力であり、自勢力の規模が一定以上の場合は従属ができなくなる。従属する事で家臣の忠誠度が低下し、外交面でも制約が課せられるが、従属中は従属先からの信用が40を下回らなくなるため、事実上、無制限に援軍の要請が可能となる（ただし、拠点防衛のみ）。また、従属先の勢力が武力統一を成し遂げる事で見られる従属エンディングも追加された。
移動・呼寄コマンドの操作性を向上
拠点選択時に、拠点にいる武将のアイコンが表示さるようになった（環境設定で変更可能）。移動先の武将一覧と移動元（呼出時は移動先以外の全武将）の武将の一覧から移動・呼出を行え、移動先の城主を任命することが可能になった。
同盟期間継続
期間が切れる一ヶ月前までに必要な信用を得ている場合に、同盟期間が切れる前に同盟を継続できるようになった。
配下軍団に向けての敵部隊出陣警告
配下軍団の拠点に向けて敵部隊が出陣した際、警告メッセージが表示されるようになった。
自動セーブ機能
評定フェイズの行動報告終了後に自動セーブが可能となった（環境設定で変更可能）。
部隊を複数選択可能
決定ボタンを押しながらドラッグすることにより、四角の黄色の線を引くことができ、その内に入った部隊に一括命令を下すことができる（複数の部隊を別の敵城の攻城に回すなど）。

### パワーアップキット
過去作と同様に各種新要素を追加したパワーアップキットが発売されているが、過去作に比べて追加要素がかなり大規模なものとなったため、当初は『創造2』という新作として発売する事も検討されていたという。最終的には従来どおり、パワーアップキットと銘打つ事となった。
新シナリオ、新武将、新イベントの追加
「信長誕生」（1534年6月）、「美濃の蝮」（1542年8月）、「九州征伐」（1586年11月）、「関ヶ原の戦い」（1600年6月）の4本の新シナリオが追加された。それに伴って新武将も500名以上が追加され、総勢1800名以上の登場武将数となった。また、新シナリオや新武将の追加により、戦国伝や歴史イベントも増加している。
新士道の追加
新たに「志」「道」の2種類の士道が追加され、既存の武将の中にも新士道に変更された者が存在する。
内政面の拡充
施設の建設や区画の拡張などの内政コマンドを全ての城で行う事が可能になった。また、普請コマンドに「改修」が追加され、城に設備の建設などを行う事が可能となり、改修の方向性次第で、力攻めに強い城や包囲に強い城などの個性を持たせる事ができる。他にも「資源」の概念が導入され、一部の施設や設備の建設には区画内に特定の資源が存在している必要がある。新たな政策も追加され、三好家や龍造寺家など専用の政策が追加された勢力も一部存在する。
外交面の拡充
複数の勢力と連合を組んで大勢力に対抗する連合コマンドが追加された。また、朝廷工作ができるようになり、官位を得たり、朝廷に他勢力との停戦を仲介してもらうことができる。
諜略コマンドの拡充
他勢力の武将に対する調略を行い、引き抜きや戦場での寝返りを約束させることができる。
軍団制の導入
任意で最大6軍団までの編成が可能となり（アップデートにより9軍団まで編成可能となった）、より多面作戦を展開しやすくなった。軍団長に任命された武将は能力によって「気質」が決定され、軍団長として活躍する事で成長し、気質に応じて、特殊効果を発揮する「軍略」を修得していく。
コラボレーション
平野耕太『ドリフターズ』、宮下英樹『センゴク 無印/天正記/一統記』の登場人物が配信されている。

## 戦国立志伝
『信長の野望・創造 戦国立志伝』は、2016年3月24日にWindows、PS3、PS4、PS Vitaの4機種で発売された。
本作は、前作『創造PK』をベースに制作され、シリーズ初となる「武将プレイ」が搭載されており、シナリオの数は戦国時代最終盤の出来事である大坂の陣シナリオを含めた全21（そのうち1つは一定の条件を満たすことによって開放）、登場武将は『創造PK』から更に200名以上追加され、総勢2000名以上であり、『創造』シリーズの集大成といえる作品になっている。
また、本作のゼネラルプロデューサー・シブサワ・コウが3D地図監修をした2016年NHK大河ドラマ『真田丸』とコラボレーションしており、同ドラマのデザインをベースにした真田幸村や大坂城のCGが登場する。